# キエフ級航空母艦
キエフ級航空母艦（キエフきゅうこうくうぼかん、英語: Kiev-class aircraft carrier）は、ソ連海軍が運用していた航空母艦の艦級。ソ連海軍では航空巡洋艦（Тяжёлые авианесущие крейсеры проекта、TAvKR）として扱われており、計画番号は1143型、計画名は「クレチェト」（露: «Кречет»「ハヤブサ」の意）。
ソ連初の実用艦上機であるYak-38を搭載しており、イギリス海軍のインヴィンシブル級航空母艦とともに、近代的な軽空母の先駆者として高く評価されている。本項では、改設計型の11433型、および11434型までを一括して扱う。

## 来歴
1960年代、旧ソ連海軍では、地中海などの遠隔海域において北大西洋条約機構（NATO）軍の潜水艦発射弾道ミサイル搭載原子力潜水艦（SSBN）による戦略パトロールに対抗するため、多数の哨戒ヘリコプターを集中運用できる1123型対潜巡洋艦（モスクワ級）2隻が就役していた。同級は非常に優れた対潜戦能力を示したことから、海軍はさらに発展型の1123.3型として「キエフ」の建造を計画しており、同艦は1968年10月に、原型艦2隻と同じく、ムィコラーイウの第444造船所で起工される予定であった。しかしこの時期、海軍総司令官セルゲイ・ゴルシコフ元帥は、試作垂直離着陸機（VTOL機）であるYak-36の性能に感銘を受け、次期対潜巡洋艦にはこれとP-120（SS-N-9）艦対艦ミサイルを搭載するよう指示したことから、1123.3型の建造は取りやめられた。
1968年9月2日、国防省は、1123.3型の建造中止と、これにかわる1143型対潜巡洋艦の建造を正式に指示し、艦名は1123.3型のものが引き継がれて「キエフ」とされた。竣工は1973年と計画されたため、国防省は1ヶ月で作戦要求案をまとめ、造船所は1968年内に原案を、1969年中に技術案を作成する必要があった。このため、第444造船所と第17設計局（モスクワ級の設計担当部署）は、要求案の公表前に原案作成に着手、9つの案が作成された。これらは、固有兵装をほとんど持たない原子力空母（排水量45,000トン、CATOBAR方式、MiG-23など搭載機50機）という冒険的な案から、1123型を踏襲した保守的な案まで多彩であった。しかし上記の通り時間的余裕が乏しかったことから、最終的に選ばれたのは、アングルド・デッキを備える一方で発艦支援設備（カタパルトなど）や着艦拘束装置を持たないV/STOL空母という漸進案であった。
1968年10月、ゴルシコフ元帥は1143型対潜巡洋艦の作戦・技術規則要求を承認するとともに、艦対艦ミサイルをP-500「バザーリト」（SS-N-12）に変更し、排水量を28,000tに増加させることを許可したが、P-500搭載のためにはこれでも不足することが判明し、翌年夏にはさらに1,000t増加した。また本級の最重要装備といえる艦上攻撃機であるYak-36M V/STOL軽襲撃機は、1969年1月に作戦・技術規則要求の承認を受け、1970年3月には技術案が承認、その翌月にはさっそく初号機が完成した。1970年4月、海軍と造船省は1143型の技術案を承認、1971年2月には建造計画が承認された。

## 設計

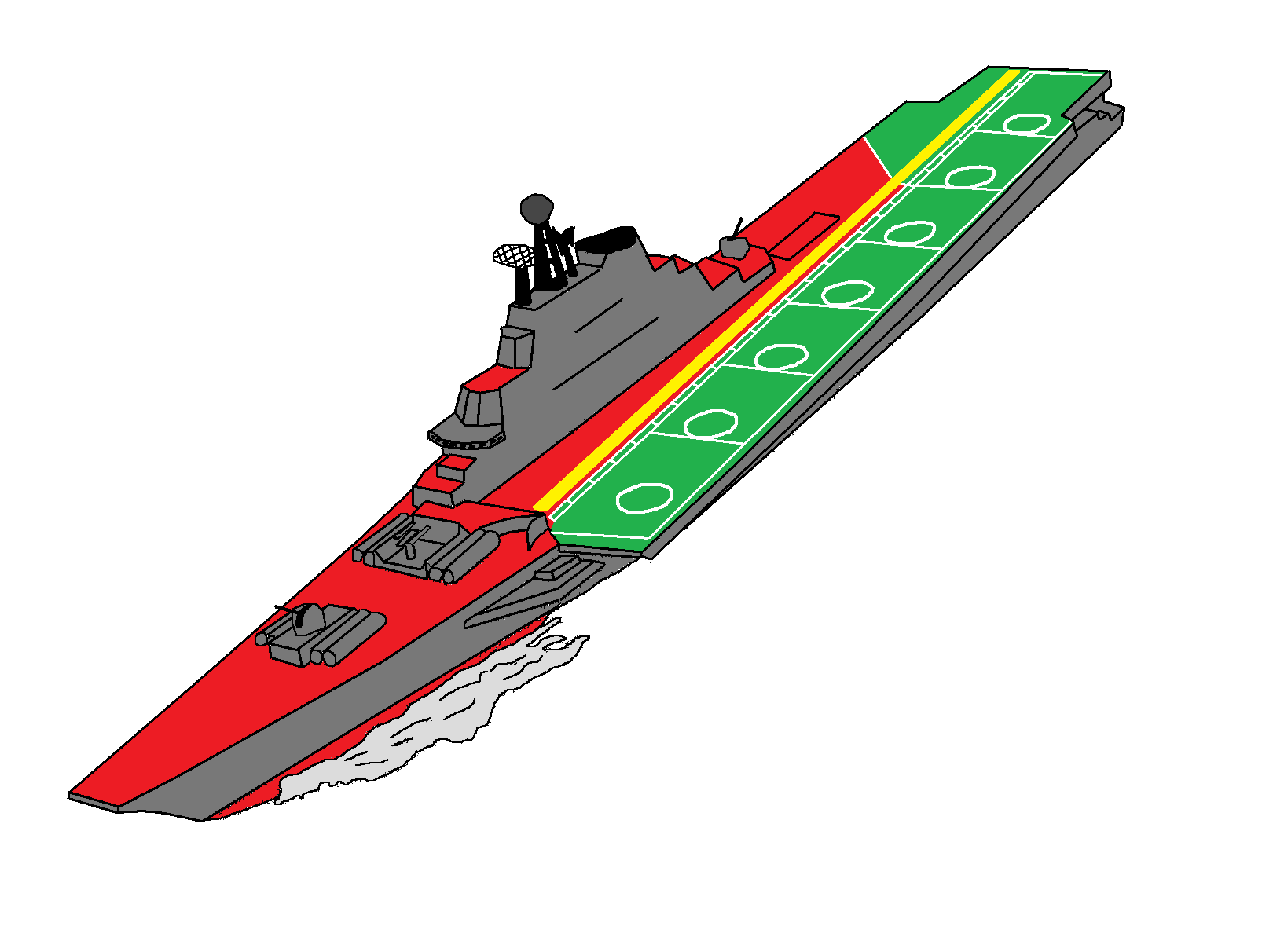
甲板配置概略図。緑色部分が飛行甲板で、赤色部分に兵装等が配置されている。

モスクワ級では他国のヘリコプター巡洋艦と同様、艦の前方には通常の巡洋艦と同様に兵装を搭載、中央部に上部構造物を配し、後甲板をヘリコプター甲板としていた。これに対し、本級では上部構造物を右舷側に寄せたアイランド型として、上甲板は前後に全通した飛行甲板としている。ただし前甲板は艦対艦ミサイルの巨大な発射筒などで占められており、飛行甲板は、左舷前方に張り出したアングルド・デッキ式とされた。
抗堪性を重視して、艦底および6層目までの舷側は二重構造とされており、また艦内は18の横隔壁と2つの縦隔壁で仕切られている。アイランドの3層から上は軽合金製であるが、モスクワ級の運用実績を考慮して、船体及びアイランドの下方2層は厚さ30 mm以下のAK-25鋼と35 mm以上のAK-27鋼とされた。モスクワ級と同様、30 kt核弾頭の至近弾（距離2,000 m）を受けてもなお戦闘能力を維持できるものとされている。またモスクワ級で対赤外線・音響ステルス性への配慮が導入されたのに続いて、本級ではレーダーに対するステルス性が考慮されており、アイランドや煙突・船体などの垂直面には最大10度の傾斜がつけられた。
機関はモスクワ級の蒸気タービン機関を増強したものとされ、また同級が2軸推進であったのに対して本級では4軸推進とすることで艦型増大を補っている。4室の機械室にはそれぞれ重油専焼式のKVN-98/64型ボイラー2缶とTV-12-3型ギヤード・タービン1基が収容されて、それぞれ1軸のスクリュープロペラを駆動した。

## 装備
本級は、モスクワ級とほぼ同等ないしそれ以上という、強力な兵装を装備しており、他国の従来の航空母艦とは一線を画している。これは、ほぼ並行してイギリス海軍が計画を進めていた全通甲板巡洋艦（TDC; 後のインヴィンシブル級航空母艦）と同様の傾向であったが、英TDCでは艦対艦ミサイルの搭載が断念され、艦対空ミサイルのみが搭載されたのに対し、本級では、砲熕兵器・艦対空ミサイル・艦対艦ミサイル・対潜ミサイル・対潜迫撃砲・魚雷発射管と、水上戦闘艦に匹敵する充実した兵装を備えている。

### C4ISR

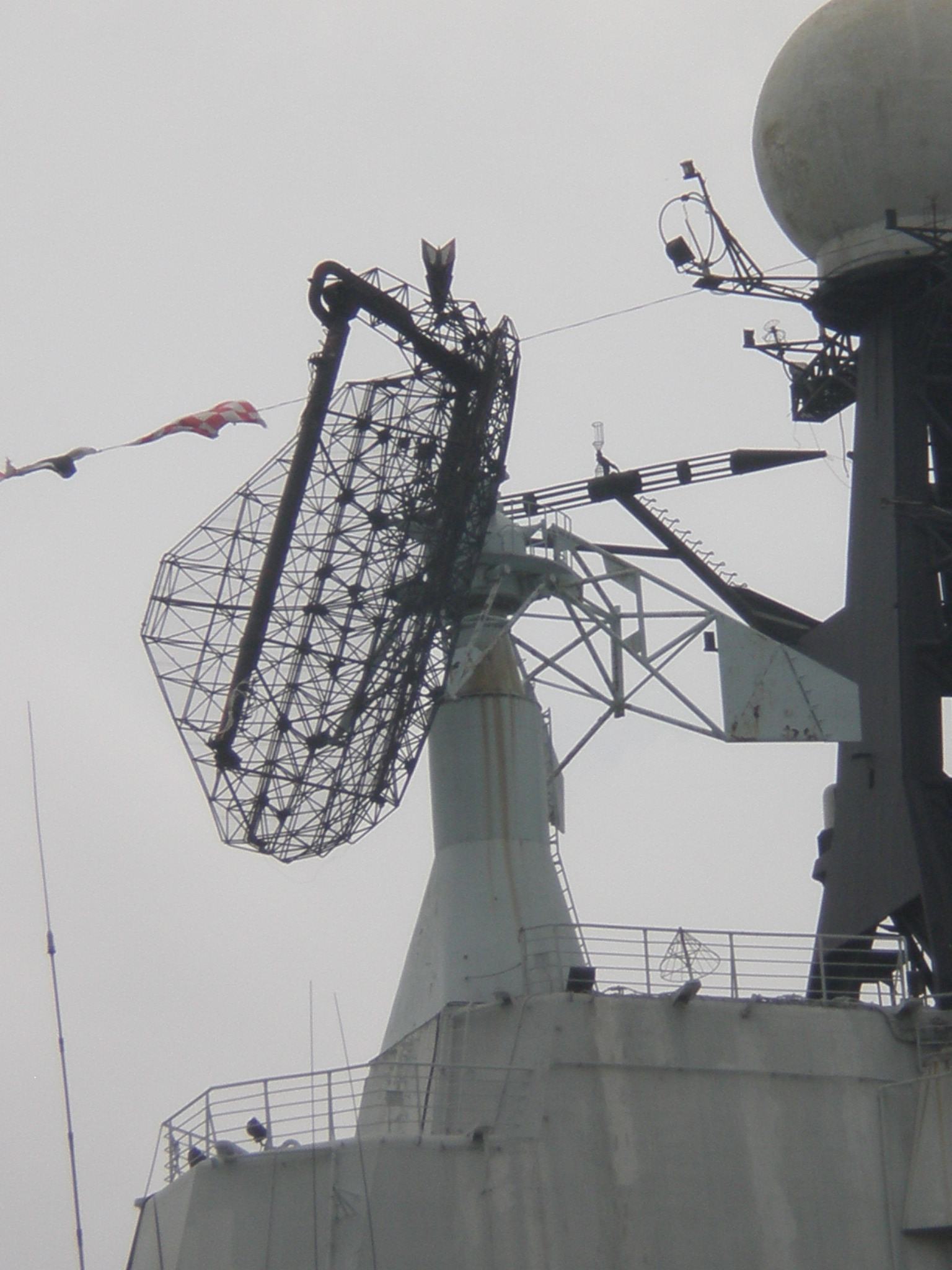
MR-600「ヴォスホード」（「トップ・セイル」）

1143型では戦術情報をリアルタイムで処理する指揮支援システムとして、アッレヤ2型総合戦闘情報指揮システム（11433型ではアッレヤ2K型）が搭載された。主レーダーはモスクワ級と同じMR-600「ヴォスホード」（NATO名「トップ・セイル」）であったが、副レーダーとしては新しいSバンドのMR-710「フレガート」（NATO名「トップ・スティア」）が搭載された。一方、ソナーとしては、モスクワ級と同じ低周波のMG-342「オリオン」（NATO名「ホース・ジョー」）が搭載されたものの、特徴的だった艦底装備・昇降式のPOU-16ドームは廃された。またこれを補完する中周波の可変深度ソナーとしてMG-335「プラーチナ」（NATO名「ブル・ホーン」）も併載された。
また発展型の11434型として建造された「バクー」では、主レーダーとして、固定型4面のパッシブ・フェーズドアレイ・アンテナ（PESA）を採用したマルス・パッサート（NATO名「スカイ・ウォッチ」）を搭載したことで、レーダーの装備要領は一変している。副レーダーも、改良型のMR-710M「フレガート-M」に更新されたほか、低空警戒・対水上捜索用のMR-350「ポドカット」（NATO名「クロス・ソード」）も併載された。

### 武器システム

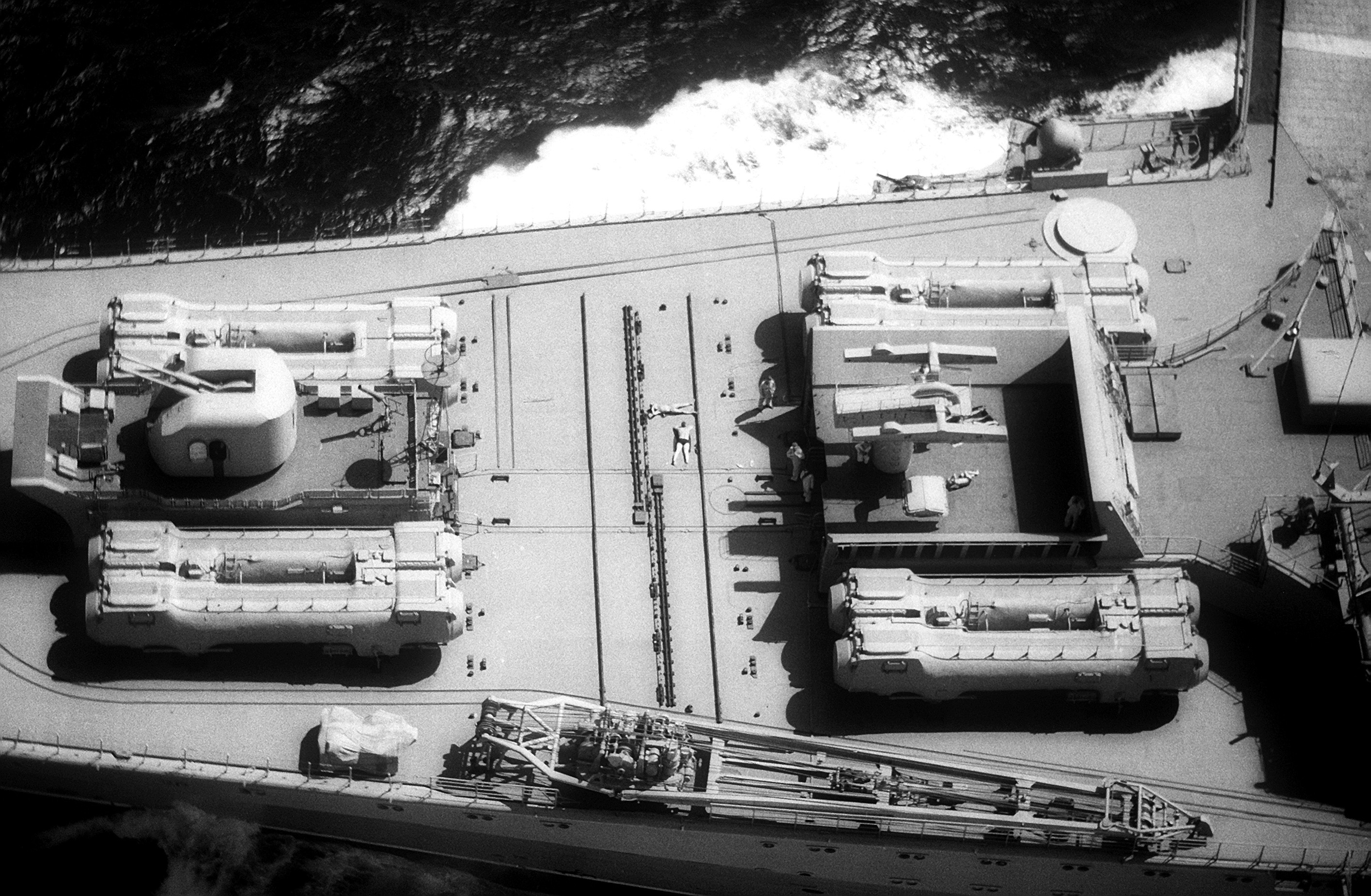
前甲板の兵装。P-500の連装発射筒が2基ずつ前後両舷に計8基、その間に76 mm連装砲とM-11 SAM発射機が配置されている。写真右上には4K33の昇降式発射機のハッチが写っている。

本級の武器システムは、おおむねモスクワ級のものを改良したものとなっている。
艦隊防空ミサイルおよび対潜兵器はモスクワ級と同様で、M-11「シュトルム」（NATO名: SA-N-3「ゴブレット」）の連装発射機（それぞれ48発のミサイルを収容）が2基、RPK-1「ヴィフリ」（NATO名: SUW-N-1）対潜ミサイルの連装発射機とRBU-6000「スメルチ-2」対潜ロケット砲が搭載されている。また4K33「オサーM」（NATO名: SA-N-4「ゲッコー」）個艦防空ミサイルの連装発射機および5連装長魚雷発射管も搭載されたが、こちらはモスクワ級でスペース不足のために装備されなかったり、あるいは装備されたものの撤去されていたものであった。
来歴で上記したとおり、本級の固有兵装の目玉といえるのがP-500「バザーリト」（NATO名: SS-N-12「サンドボックス」）艦対艦ミサイルであった。これは、ウラガン1143武器管制システム、SM-241連装発射筒、アルゴン1143管制ステーションおよび点検装置から構成されており、SM-241連装発射筒は前甲板に2基が設置された。また前甲板下には8発分の弾庫があり、移送用エレベータも設けられていた。
主砲としては、モスクワ級で不評だったAK-725 57 mm連装速射砲ではなく、既に大型対潜艦で実績のあったAK-726 76 mm連装速射砲とMR-105砲射撃指揮装置の組み合わせに変更された。また近接防空用としてAK-630 30 mm多銃身機銃とMR-123機銃射撃指揮装置も追加された。
なお11433型「ノヴォロシースク」では、近接防空システムが「コールチク」、個艦防空ミサイルが3K95「キンジャール」（NATO名: SA-N-9「ガントレット」）に更新される予定であったが、開発が間に合わなかったことから、近接防空システムは従来通りのAK-630Mが搭載され、個艦防空ミサイルは搭載されなかった。また11434型「バクー」では主砲は100 mm単装速射砲とされ、艦対艦ミサイルは12発に増備、対潜ロケット発射機も新型のRBU-12000とされた。また艦隊防空ミサイルが廃される一方で個艦防空ミサイルはやっと「キンジャール」に更新されている。

### 航空艤装

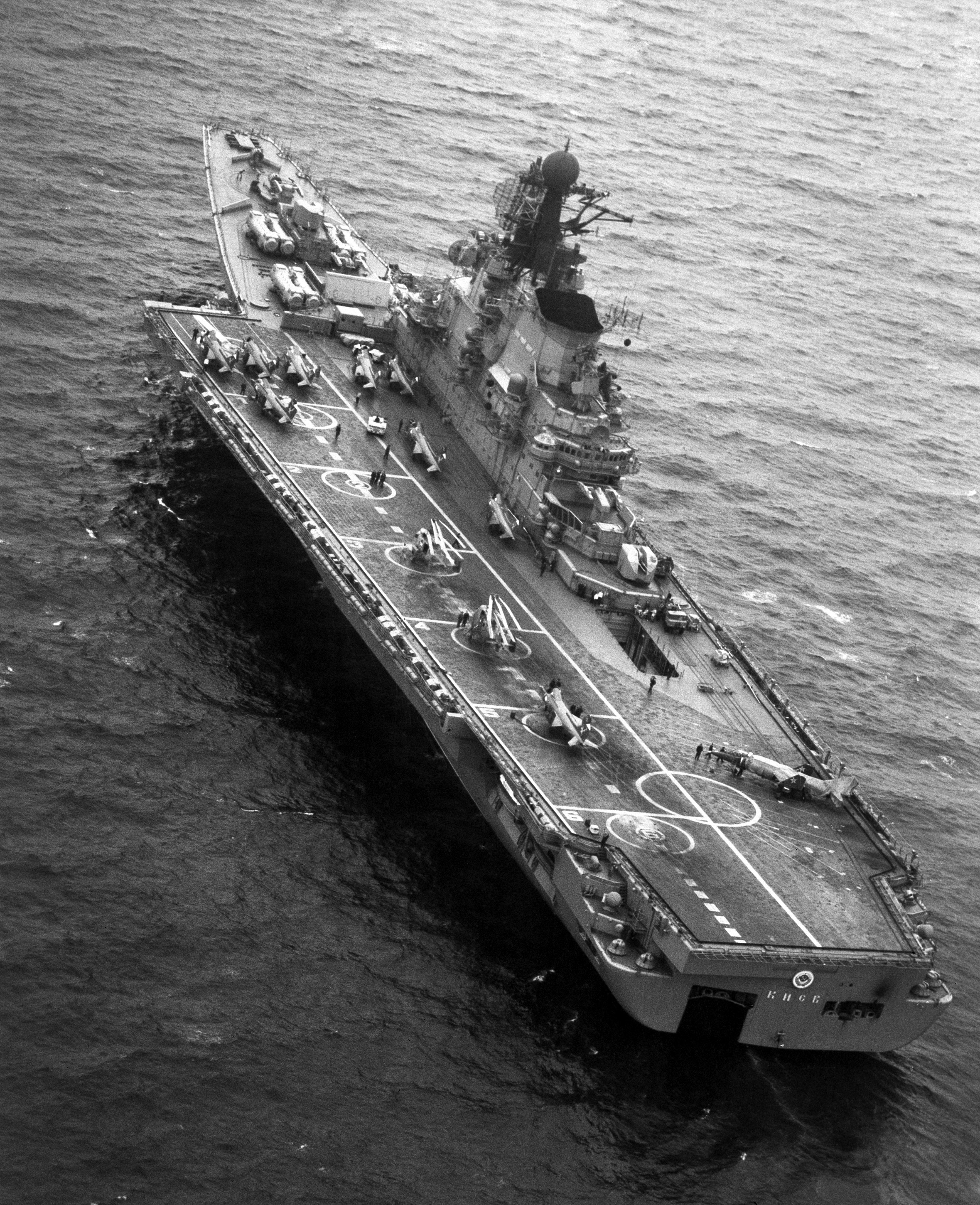
艦尾側から見る飛行甲板。後部エレベータが下降状態となっている。

上記の通り飛行甲板はアングルド・デッキ式とされており、艦首尾線に対して4.5度の傾斜をもつ。面積5,600平方メートルが確保されており、8ヶ所のヘリコプター発着スポットが設定された。最前部の「C」が救難ヘリコプター用、続く「1」～「6」がV/STOL戦闘機や哨戒ヘリコプター用で、艦尾中央の「M」または「T」は輸送ヘリコプター用とされている。設計局は、V/STOL機6機の同時発艦を想定していたが、実際にはYak-38が離着艦時のスタビライザをもたず、相互の排気の影響が大きかったことから、10分毎に3機ずつ発艦するのが最大であった。カタパルトやスキージャンプ勾配などの発艦支援設備や着艦拘束装置は持たないが、艦載機誘導装置としてプリボドSV型が搭載された。
格納庫は、艦の後半部、飛行甲板の下に1層のギャラリーデッキをおいて設けられており、長さ130 m × 幅22.5 m × 高さ6.6 mとされている。飛行甲板と格納庫を連絡するエレベーターは、アイランドのすぐ脇と直後に計2基が設置されており、通常の運用では、上り用と下り用で使い分けられていた。
機体移動は、飛行甲板上では小型牽引車が用いられたが、格納庫内には縦方向および横方向への移送装置が設置されていたため、これが用いられた。ダメージコントロールのため、格納庫はアスベスト製防火シャッター5枚で区分することができた。また右舷後部は整備エリアとされており、10機を同時に整備できた。
搭載機数は、標準的には22機、最大で30機とされており、実験的に36機が搭載されたこともある。艦上攻撃機として搭載されたYak-38 V/STOL軽襲撃機（Yak-36Mの量産型）は、敵戦闘機と交戦して航空優勢を達成するというよりは、長距離哨戒機を駆逐することで友軍の潜水艦や対潜戦を支援することを任務としていたが、航続性能・兵装搭載量の面から困難が指摘されていた。ただし、VTOLのみで運用されていた当初は、ペイロード750kg搭載で航続距離185kmであったが、のちに短距離滑走発進（STO）の技術が確立されて短距離離艦/垂直着艦（STOVL）運用に移行して以後は、ペイロード1t搭載で航続距離600kmに延伸した。また演習では、対地・対艦攻撃任務も成功裏に行われていたことから、発展型の11433型「ノヴォロシースク」では水陸両用作戦能力が強化され、Mi-6大型輸送ヘリコプターの露天駐機での運用が考慮されたほか、魚雷発射管等の撤去により海軍歩兵90名の居住区が確保されている。最大搭載機数は36機とされ、通常の搭載例ではYak-38 × 16機、哨戒ヘリ × 8機、救難ヘリ × 2機であったが、対潜重視の編成では哨戒ヘリ × 34機、救難ヘリ × 2機、また上陸支援の編成ではYak-38 × 14機、Yak-38U × 2機、哨戒ヘリ × 16機、目標指示ヘリ × 2機、救難ヘリ × 4機とされた。
また11434型「バクー」では、新型のYak-41（のちにYak-141に改称）の運用を想定し、飛行甲板面積が6,200平方メートルに拡張されるとともに、エレベータも拡張された。試験的にブラスト・デフレクターと着艦拘束装置が装備された時期もあったが、これは撤去された。搭載機数は36機とされ、内訳はYak-38 × 14機、Yak-38U × 2機、Ka-27PL × 14機、Ka-27PS × 2機、Ka-27RLD × 4機であった。

## 諸元表
|            | 1143型                                                     | 1143.3型                                                  | 1143.4型                                                  |
| ---------- | ---------------------------------------------------------- | --------------------------------------------------------- | --------------------------------------------------------- |
| 基準排水量 | 30,535 t                                                   | 31,900 t                                                  | 33,440 t                                                  |
| 満載排水量 | 41,380 t                                                   | 43,220 t                                                  | 44,490 t                                                  |
| 全長       | 273 m                                                      | 273.1 m                                                   | 273.1 m                                                   |
| 水線長     | 236 m                                                      | 236 m                                                     | 243 m                                                     |
| 最大幅     | 49.2 m                                                     | 51.3 m                                                    | 52.9 m                                                    |
| 飛行甲板幅 | 50 m                                                       | 50 m                                                      | 51 m                                                      |
| 最大吃水   | 11.04 m                                                    | 11.5 m                                                    | 11.52 m                                                   |
| 機関       | KVN-98/64型ボイラー×8缶                                    | KVN-98/64型ボイラー×8缶                                   | KVN-98/64型ボイラー×8缶                                   |
| 機関       | TV-12-3型蒸気タービン×4基 (各45,000 hp (34 MW))            |                                                           |                                                           |
| 機関       | スクリュープロペラ×4軸                                     |                                                           |                                                           |
| 速力       | 最大32.5 kt                                                | 最大32.5 kt                                               | 最大32.5 kt                                               |
| 航続距離   | 8,590海里 (18 kt巡航時)                                    | 7,160海里 (18 kt巡航時)                                   | 7,590海里 (18 kt巡航時)                                   |
| 乗員       | 1,435名                                                    | 1,607名                                                   | 1,615名                                                   |
| 航空要員   | 430名                                                      | 430名                                                     | 430名                                                     |
| 兵装       | AK-726 76.2 mm連装砲×2基                                   | AK-726 76.2 mm連装砲×2基                                  | AK-100 100 mm単装速射砲×2基                               |
| 兵装       | AK-630 30 mmCIWS×6基                                       |                                                           |                                                           |
| 兵装       | M-11M SAM連装発射機×2基 (各V-611ミサイル×48発)             | M-11M SAM連装発射機×2基 (各V-611ミサイル×48発)            | ー                                                        |
| 兵装       | 4K33 短SAM連装発射機×2基 (各9M33ミサイル×20発)             | ー                                                        | 3K95短SAM 8連装VLS×24基                                   |
| 兵装       | SM-241 SSM連装発射筒×4基 (P-500ミサイル)                   | SM-241 SSM連装発射筒×4基 (P-500ミサイル)                  | SM-241 SSM連装発射筒×6基 (P-500ミサイル)                  |
| 兵装       | RBU-6000 12連装対潜ロケット砲×2基                          | RBU-6000 12連装対潜ロケット砲×2基                         | RBU-12000 10連装対潜ロケット砲×2基                        |
| 兵装       | RPK-1 SUM連装発射機×1基                                    | RPK-1 SUM連装発射機×1基                                   | ー                                                        |
| 兵装       | 533 mm5連装魚雷発射管×2基                                  | ー                                                        | ー                                                        |
| 艦載機     | Yak-38 V/STOL軽襲撃機ないし Ka-25/27 哨戒ヘリコプター×20機 | Yak-38 V/STOL軽襲撃機ないし Ka-25/27哨戒ヘリコプター×30機 | Yak-38 V/STOL軽襲撃機ないし Ka-25/27哨戒ヘリコプター×30機 |
| 艦載機     | Ka-25/27救難ヘリコプター×2機                               |                                                           |                                                           |
| C4I        | アッレヤ2型                                                | アッレヤ2K型                                              | レソルブ434型                                             |
| レーダー   | MR-600 3次元式                                             | MR-600 3次元式                                            | マルス・パッサート 3次元式                                |
| レーダー   | MR-710 3次元式                                             | MR-710 3次元式                                            | MR-710M 3次元式                                           |
| レーダー   | ー                                                         | ー                                                        | MR-350 低空警戒・対水上用                                 |
| ソナー     | MG-342 艦首装備式×1基                                      | MG-342 艦首装備式×1基                                     | MG-342 艦首装備式×1基                                     |
| ソナー     | MG-335 可変深度式×1基                                      |                                                           |                                                           |

## 同型艦一覧

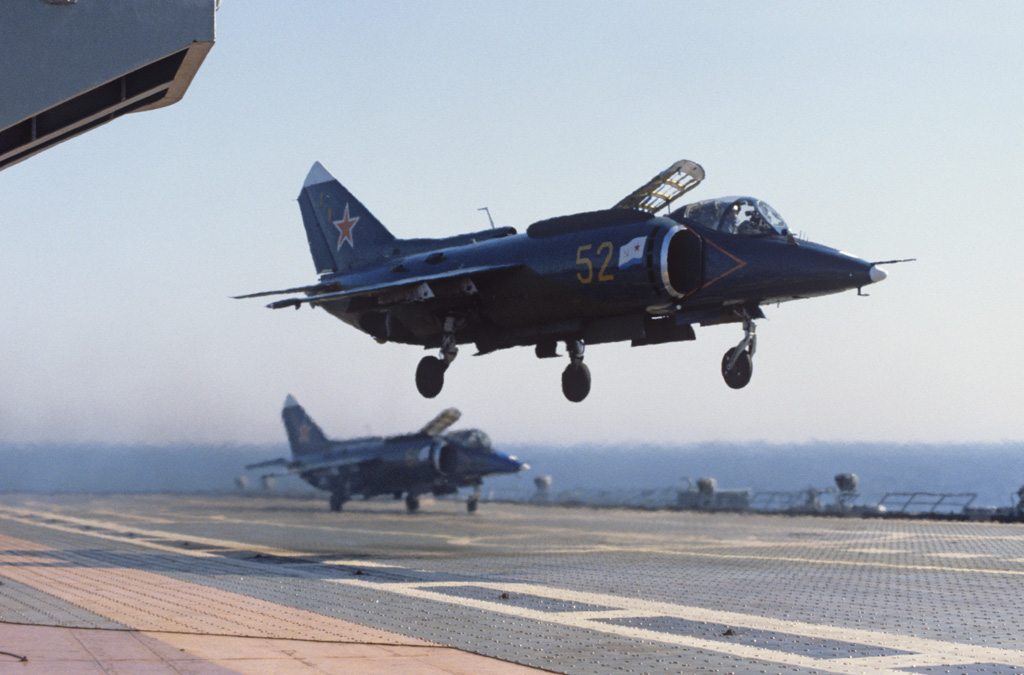
「ノヴォロシースク」搭載のYak-38

艦種は、当初は「重対潜巡洋艦」、現在では「航空巡洋艦」（тяжёлый авианесущий крейсер, TAvKR）とされている。これは、「航空母艦」という呼称に対して根強い反発を示す政治指導部を説得するとともに、モントルー条約の制約下でボスポラス海峡をはじめとするトルコ領海を航行する必要による、政治的な配慮の産物であった。
| 設計   | 艦名                            | 造船所      | 起工            | 進水            | 竣工           | 艦隊           |
| ------ | ------------------------------- | ----------- | --------------- | --------------- | -------------- | -------------- |
| 1143   | キエフ «Киев»                   | 第444造船所 | 1970年 7月21日  | 1972年 12月27日 | 1975年 1月3日  | 北方           |
| 1143   | ミンスク «Минск»                | 第444造船所 | 1972年 12月28日 | 1975年 9月30日  | 1978年 9月27日 | 太平洋         |
| 1143.3 | ノヴォロシースク «Новороссийск» | 第444造船所 | 1975年 9月30日  | 1978年 12月24日 | 1982年 8月14日 | 太平洋         |
| 1143.4 | バクー «Баку»                   | 第444造船所 | 1978年 12月26日 | 1982年          | 1987年         | 北方           |
| -      | -                               | 第444造船所 | -               | 1979年計画中止  | 1979年計画中止 | 1979年計画中止 |